# 2014年のATPワールドツアー
2014年のATPワールドツアーは2014年のATPワールドツアーの日程と決勝結果である。

## 日程
2014年ATPカレンダーより作成
| グランドスラム                   |
| ATPワールドツアー・ファイナル    |
| ATP ワールドツアーマスターズ1000 |
| ATP ワールドツアー500            |
| ATP ワールドツアー250            |
| チームイベント                   |

| 日時            | 大会名 | 優勝者                                                                                       | 準優勝者 | 試合結果 （スコア）           |
| --------------- | --- | -------------------------------------------------------------------------------------------- | --- | ----------------------------- |
| 12月30日        | ホップマンカップ パース $1,000,000 - ハード (室内) - 8チーム (RR) | フランス                                                                                     | ポーランド | 2–1                           |
| 12月30日        | ブリスベン国際 ブリスベン $511,825 - ハード - 32S/32Q/16D | レイトン・ヒューイット                                                                       | ロジャー・フェデラー                                                                                             | 6–1, 4–6, 6–3                 |
| 12月30日        | ブリスベン国際 ブリスベン $511,825 - ハード - 32S/32Q/16D | マリウシュ・フィルステンベルク ダニエル・ネスター                                            | フアン・セバスチャン・カバル ロベルト・ファラ                                                                    | 6–7(4), 6–4, [10–7]           |
| 12月30日        | カタール・エクソンモービル・オープン ドーハ $1,195,500 - ハード - 32S/32Q/16D | ラファエル・ナダル                                                                           | ガエル・モンフィス                                                                                               | 6–1, 6–7(5), 6–2              |
| 12月30日        | カタール・エクソンモービル・オープン ドーハ $1,195,500 - ハード - 32S/32Q/16D | トマーシュ・ベルディハ ヤン・ハジェク                                                        | アレクサンダー・ペヤ ブルーノ・ソアレス                                                                          | 6–2, 6–4                      |
| 12月30日        | チェンナイ・オープン チェンナイ $459,140 - ハード - 28S/32Q/16D | スタニスラス・ワウリンカ                                                                     | エドゥアール・ロジェ＝バセラン                                                                                   | 7–5, 6–2                      |
| 12月30日        | チェンナイ・オープン チェンナイ $459,140 - ハード - 28S/32Q/16D | ヨハン・ブランシュトロム フレデリク・ニールセン                                              | マテ・パビッチ マリン・ドラガンヤ                                                                                | 6–2, 4–6, [10–7]              |
| 1月6日          | ハイネケン・オープン オークランド $514,345 - ハード - 28S/32Q/16D | ジョン・イスナー                                                                             | 盧彦勲 | 7–6(4), 7–6(7)                |
| 1月6日          | ハイネケン・オープン オークランド $514,345 - ハード - 28S/32Q/16D | ユリアン・ノール マルセロ・メロ                                                              | アレクサンダー・ペヤ ブルーノ・ソアレス                                                                          | 4–6, 6–3, [10–5]              |
| 1月6日          | アピア国際 シドニー $511,825 - ハード - 28S/32Q/16D | フアン・マルティン・デル・ポトロ                                                             | バーナード・トミック                                                                                             | 6-3, 6-1                      |
| 1月6日          | アピア国際 シドニー $511,825 - ハード - 28S/32Q/16D | ダニエル・ネスター ネナド・ジモニッチ                                                        | ロハン・ボパンナ アイサム＝ウル＝ハク・クレシ                                                                    | 7–6(3), 7–6(3)                |
| 1月13日 1月20日 | 全豪オープン メルボルン A$15,000,000 - ハード 128S/128Q/64D/32X シングルス – ダブルス – 混合ダブルス | スタニスラス・ワウリンカ                                                                     | ラファエル・ナダル                                                                                               | 6–3, 6–2, 3–6, 6–3            |
| 1月13日 1月20日 | 全豪オープン メルボルン A$15,000,000 - ハード 128S/128Q/64D/32X シングルス – ダブルス – 混合ダブルス | ルカシュ・クボット ロベルト・リンドステット                                                  | エリック・バトラック レイベン・クラッセン                                                                        | 6–3, 6–3                      |
| 1月13日 1月20日 | 全豪オープン メルボルン A$15,000,000 - ハード 128S/128Q/64D/32X シングルス – ダブルス – 混合ダブルス | クリスティナ・ムラデノビッチ ダニエル・ネスター                                              | サニア・ミルザ ホリア・テカウ                                                                                    | 6–3, 6–2                      |
| 1月27日         | デビスカップ1回戦 オストラヴァ - ハード (室内) 東京 - ハード (室内) フランクフルト - ハード (室内) ラ・ロッシュ＝シュル＝ヨン - クレー (室内) サンディエゴ - クレー マル・デル・プラタ - クレー アスタナ - ハード (室内) ノヴィ・サド - ハード (室内) | 勝利チーム · チェコ · 日本 · ドイツ · フランス · イギリス · イタリア · カザフスタン · スイス | 敗退チーム · オランダ · カナダ · スペイン · オーストラリア · アメリカ合衆国 · アルゼンチン · ベルギー · セルビア | 3–2 4–1 5–0 3–1 3–2           |
| 2月3日          | 南フランス・オープン モンペリエ €485,760 - ハード (室内) - 28S/32Q/16D | ガエル・モンフィス                                                                           | リシャール・ガスケ                                                                                               | 6–4, 6–4                      |
| 2月3日          | 南フランス・オープン モンペリエ €485,760 - ハード (室内) - 28S/32Q/16D | ニコライ・ダビデンコ デニス・イストミン                                                      | マルク・ジケル ニコラ・マユ                                                                                      | 6–4, 1–6, [10–7]              |
| 2月3日          | PBZザグレブ・インドア ザグレブ €485,760 - ハード (室内) - 32S/32Q/16D | マリン・チリッチ                                                                             | トミー・ハース                                                                                                   | 6–3, 6–4                      |
| 2月3日          | PBZザグレブ・インドア ザグレブ €485,760 - ハード (室内) - 32S/32Q/16D | ジャン＝ジュリアン・ロイヤー ホリア・テカウ                                                  | フィリップ・マルクス ミハル・メルティナク                                                                        | 3–6, 6–4, [10–2]              |
| 2月3日          | ロイヤル・ガード・オープン・チリ ビニャ・デル・マール $485,760 - クレー - 32S/32Q/16D | ファビオ・フォニーニ                                                                         | レオナルド・マイエル                                                                                             | 6–2, 6–4                      |
| 2月3日          | ロイヤル・ガード・オープン・チリ ビニャ・デル・マール $485,760 - クレー - 32S/32Q/16D | オリバー・マラチ フロリン・メルジェ                                                          | フアン・セバスチャン・カバル ロベルト・ファラ                                                                    | 6–3, 6–4                      |
| 2月10日         | ABNアムロ世界テニス・トーナメント ロッテルダム €1,500,755 - ハード (室内) - 32S/32Q/16D | トマーシュ・ベルディハ                                                                       | マリン・チリッチ                                                                                                 | 6-4, 6-2                      |
| 2月10日         | ABNアムロ世界テニス・トーナメント ロッテルダム €1,500,755 - ハード (室内) - 32S/32Q/16D | ニコラ・マユ ミカエル・ロドラ                                                                | ジャン＝ジュリアン・ロイヤー ホリア・テカウ                                                                      | 6–2, 7–6(4)                   |
| 2月10日         | 全米国際インドアテニス選手権 メンフィス $647,675 - ハード (室内) - 32S/32Q/16D | 錦織圭                                                                                       | イボ・カロビッチ                                                                                                 | 6–4, 7–6(0)                   |
| 2月10日         | 全米国際インドアテニス選手権 メンフィス $647,675 - ハード (室内) - 32S/32Q/16D | エリック・バトラック レイベン・クラッセン                                                    | ボブ・ブライアン マイク・ブライアン                                                                              | 6–4, 6–4                      |
| 2月10日         | コパ・クラロ ブエノスアイレス $567,760 - クレー - 32S/32Q/16D | ダビド・フェレール                                                                           | ファビオ・フォニーニ                                                                                             | 6–4, 6–3                      |
| 2月10日         | コパ・クラロ ブエノスアイレス $567,760 - クレー - 32S/32Q/16D | マルセル・グラノリェルス マルク・ロペス                                                      | パブロ・クエバス オラシオ・セバジョス                                                                            | 7–5, 6–4                      |
| 2月17日         | リオ・オープン リオデジャネイロ $1,454,365 - クレー - 32S/32Q/16D | ラファエル・ナダル                                                                           | アレクサンドル・ドルゴポロフ                                                                                     | 6–3, 7–6(3)                   |
| 2月17日         | リオ・オープン リオデジャネイロ $1,454,365 - クレー - 32S/32Q/16D | フアン・セバスチャン・カバル ロベルト・ファラ                                                | ダビド・マレーロ マルセロ・メロ                                                                                  | 6-4, 6-2                      |
| 2月17日         | オープン13 マルセイユ €621,560 - ハード (室内) - 28S/32Q/16D | エルネスツ・ガルビス                                                                         | ジョー＝ウィルフリード・ツォンガ                                                                                 | 7–6(5), 6–4                   |
| 2月17日         | オープン13 マルセイユ €621,560 - ハード (室内) - 28S/32Q/16D | ジュリアン・ベネトー エドゥアール・ロジェ＝バセラン                                          | ポール・ハンリー ジョナサン・マレー                                                                              | 4–6, 7–6(6), [13–11]          |
| 2月17日         | デルレイビーチ国際テニス選手権 デルレイビーチ $539,730 - ハード - 32S/32Q/16D | マリン・チリッチ                                                                             | ケビン・アンダーソン                                                                                             | 7–6(6), 6–7(7), 6–4           |
| 2月17日         | デルレイビーチ国際テニス選手権 デルレイビーチ $539,730 - ハード - 32S/32Q/16D | ボブ・ブライアン マイク・ブライアン                                                          | フランティシェク・チェルマク ミハイル・エルジン                                                                  | 6–2, 6–3                      |
| 2月24日         | ドバイ・デューティ・フリー・テニス選手権 ドバイ $2,359,935 - ハード - 32S/32Q/16D | ロジャー・フェデラー                                                                         | トマーシュ・ベルディハ                                                                                           | 3–6, 6–4, 6–3                 |
| 2月24日         | ドバイ・デューティ・フリー・テニス選手権 ドバイ $2,359,935 - ハード - 32S/32Q/16D | ロハン・ボパンナ アイサム＝ウル＝ハク・クレシ                                                | ダニエル・ネスター ネナド・ジモニッチ                                                                            | 6–4, 6–3                      |
| 2月24日         | アビエルト・メキシコ・テルセル アカプルコ $1,454,365 - ハード - 32S/32Q/16D | グリゴル・ディミトロフ                                                                       | ケビン・アンダーソン                                                                                             | 7-6(1), 3-6, 7-6(5)           |
| 2月24日         | アビエルト・メキシコ・テルセル アカプルコ $1,454,365 - ハード - 32S/32Q/16D | ケビン・アンダーソン マシュー・エブデン                                                      | フェリシアーノ・ロペス マックス・ミルヌイ                                                                        | 6–3, 6–3                      |
| 2月24日         | ブラジル・オープン サンパウロ $539,730 - クレー - 32S/32Q/16D | フェデリコ・デルボニス                                                                       | パオロ・ロレンツィ                                                                                               | 4–6, 6–3, 6–4                 |
| 2月24日         | ブラジル・オープン サンパウロ $539,730 - クレー - 32S/32Q/16D | ギリェルモ・ガルシア＝ロペス フィリップ・オズワルド                                          | フアン・セバスチャン・カバル ロベルト・ファラ                                                                    | 5–7, 6–4, [15–13]             |
| 3月3日 3月10日  | BNPパリバ・オープン インディアンウェルズ $6,169,040 - ハード - 96S/48Q/32D | ノバク・ジョコビッチ                                                                         | ロジャー・フェデラー                                                                                             | 3–6, 6–3, 7–6(3)              |
| 3月3日 3月10日  | BNPパリバ・オープン インディアンウェルズ $6,169,040 - ハード - 96S/48Q/32D | ボブ・ブライアン マイク・ブライアン                                                          | アレクサンダー・ペヤ ブルーノ・ソアレス                                                                          | 6–4, 6–3                      |
| 3月17日 3月24日 | ソニー・オープン・テニス マイアミ $5,649,405 - ハード - 96S/48Q/32D | ノバク・ジョコビッチ                                                                         | ラファエル・ナダル                                                                                               | 6–3, 6–3                      |
| 3月17日 3月24日 | ソニー・オープン・テニス マイアミ $5,649,405 - ハード - 96S/48Q/32D | ボブ・ブライアン マイク・ブライアン                                                          | フアン・セバスチャン・カバル ロベルト・ファラ                                                                    | 7–6(8), 6–4                   |
| 3月30日         | デビスカップ準々決勝 東京 - ハード (室内) ナンシー - ハード (室内) ナポリ - クレー ジュネーヴ - ハード (室内) | 勝利チーム · チェコ · フランス · イタリア · スイス                                           | 敗退チーム · 日本 · ドイツ · イギリス · カザフスタン                                                             | 5–0 3–2                       |
| 4月7日          | ハサン2世グランプリ カサブランカ €485,760 - クレー - 28S/32Q/16D | ギリェルモ・ガルシア＝ロペス                                                                 | マルセル・グラノリェルス                                                                                         | 5–7, 6–4, 6–3                 |
| 4月7日          | ハサン2世グランプリ カサブランカ €485,760 - クレー - 28S/32Q/16D | ジャン＝ジュリアン・ロイヤー ホリア・テカウ                                                  | トマシュ・ベドナレク ルーカス・ドロウヒー                                                                        | 6-2, 6-2                      |
| 4月7日          | 全米男子クレーコート選手権 ヒューストン $539,730 - クレー - 28S/32Q/16D | フェルナンド・ベルダスコ                                                                     | ニコラス・アルマグロ                                                                                             | 6–3, 7–6(4)                   |
| 4月7日          | 全米男子クレーコート選手権 ヒューストン $539,730 - クレー - 28S/32Q/16D | ボブ・ブライアン マイク・ブライアン                                                          | ダビド・マレーロ フェルナンド・ベルダスコ                                                                        | 4-6, 6-4, [11-9]              |
| 4月14日         | モンテカルロ・ロレックス・マスターズ モンテカルロ €3,452,415 - クレー - 56S/28Q/24D | スタニスラス・ワウリンカ                                                                     | ロジャー・フェデラー                                                                                             | 4–6, 7–6(5), 6–2              |
| 4月14日         | モンテカルロ・ロレックス・マスターズ モンテカルロ €3,452,415 - クレー - 56S/28Q/24D | ボブ・ブライアン マイク・ブライアン                                                          | イワン・ドディグ マルセロ・メロ                                                                                  | 6–3, 3–6, [10–8]              |
| 4月21日         | バルセロナ・オープン・バンコ・サバデル バルセロナ €2,127,035 - クレー - 48S/28Q/24D | 錦織圭                                                                                       | サンティアゴ・ヒラルド                                                                                           | 6–2, 6–2                      |
| 4月21日         | バルセロナ・オープン・バンコ・サバデル バルセロナ €2,127,035 - クレー - 48S/28Q/24D | ジェス・ウタ・ガルング ステファン・ロベール                                                  | ダニエル・ネスター ネナド・ジモニッチ                                                                            | 6–3, 6–3                      |
| 4月21日         | BRDナスターゼ・ティリアク・トロフィー ブカレスト €485,760 - クレー - 28S/32Q/16D | グリゴル・ディミトロフ                                                                       | ルカシュ・ロソル                                                                                                 | 7–6(2), 6–1                   |
| 4月21日         | BRDナスターゼ・ティリアク・トロフィー ブカレスト €485,760 - クレー - 28S/32Q/16D | ジャン＝ジュリアン・ロイヤー ホリア・テカウ                                                  | マリウシュ・フィルステンベルク マルチン・マトコフスキ                                                            | 6–4, 6–4                      |
| 4月28日         | BMWオープン ミュンヘン €467,800 - クレー - 28S/32Q/16D | マルティン・クリザン                                                                         | ファビオ・フォニーニ                                                                                             | 2–6, 6–1, 6–2                 |
| 4月28日         | BMWオープン ミュンヘン €467,800 - クレー - 28S/32Q/16D | ジェイミー・マリー ジョン・ピアーズ                                                          | コリン・フレミング ロス・ハッチンス                                                                              | 6–4, 6–2                      |
| 4月28日         | ポルトガル・オープン オエイラス €467,800 - クレー - 28S/32Q/16D | カルロス・ベルロク                                                                           | トマーシュ・ベルディハ                                                                                           | 0-6, 7-5, 6-1                 |
| 4月28日         | ポルトガル・オープン オエイラス €467,800 - クレー - 28S/32Q/16D | サンティアゴ・ゴンサレス スコット・リプスキー                                                | パブロ・クエバス ダビド・マレーロ                                                                                | 6–3, 3–6, [10–8]              |
| 5月5日          | ムチュア・マドリード・オープン マドリード €4,625,835 - クレー - 56S/28Q/24D | ラファエル・ナダル                                                                           | 錦織圭 | 2–6, 6–4, 3–0 途中棄権        |
| 5月5日          | ムチュア・マドリード・オープン マドリード €4,625,835 - クレー - 56S/28Q/24D | ダニエル・ネスター ネナド・ジモニッチ                                                        | ボブ・ブライアン マイク・ブライアン                                                                              | 6–4, 6–2                      |
| 5月12日         | BNLイタリア国際 ローマ €3,452,415 - クレー - 56S/28Q/24D | ノバク・ジョコビッチ                                                                         | ラファエル・ナダル                                                                                               | 4–6, 6–3, 6–3                 |
| 5月12日         | BNLイタリア国際 ローマ €3,452,415 - クレー - 56S/28Q/24D | ダニエル・ネスター ネナド・ジモニッチ                                                        | ロビン・ハーセ フェリシアーノ・ロペス                                                                            | 6–4, 7–6(2)                   |
| 5月19日         | デュッセルドルフ・オープン デュッセルドルフ €485,760 - クレー - 28S/32Q/16D | フィリップ・コールシュライバー                                                               | イボ・カロビッチ                                                                                                 | 6–2, 7–6(4)                   |
| 5月19日         | デュッセルドルフ・オープン デュッセルドルフ €485,760 - クレー - 28S/32Q/16D | サンティアゴ・ゴンサレス スコット・リプスキー                                                | マルティン・エメリッヒ クリストファー・カス                                                                      | 7–5, 4–6, [10–3]              |
| 5月19日         | ニース・オープン ニース €485,760 - クレー - 28S/32Q/16D | エルネスツ・ガルビス                                                                         | フェデリコ・デルボニス                                                                                           | 6–1, 7–6(5)                   |
| 5月19日         | ニース・オープン ニース €485,760 - クレー - 28S/32Q/16D | マルティン・クリザン フィリップ・オズワルド                                                  | ロハン・ボパンナ アイサム＝ウル＝ハク・クレシ                                                                    | 6–2, 6–0                      |
| 5月26日 6月2日  | 全仏オープン パリ €11,552,000 - クレー 128S/128Q/64D/32X シングルス – ダブルス – 混合ダブルス | ラファエル・ナダル                                                                           | ノバク・ジョコビッチ                                                                                             | 3–6, 7–5, 6–2, 6–4            |
| 5月26日 6月2日  | 全仏オープン パリ €11,552,000 - クレー 128S/128Q/64D/32X シングルス – ダブルス – 混合ダブルス | ジュリアン・ベネトー エドゥアール・ロジェ＝バセラン                                          | マルセル・グラノリェルス マルク・ロペス                                                                          | 6-3, 7-6(1)                   |
| 5月26日 6月2日  | 全仏オープン パリ €11,552,000 - クレー 128S/128Q/64D/32X シングルス – ダブルス – 混合ダブルス | アンナ＝レナ・グローネフェルト ジャン＝ジュリアン・ロイヤー                                  | ユリア・ゲルゲス ネナド・ジモニッチ                                                                              | 4-6, 6-2, [10-7]              |
| 6月9日          | エイゴン選手権 ロンドン €809,600 - 芝 - 56S/32Q/24D | グリゴル・ディミトロフ                                                                       | フェリシアーノ・ロペス                                                                                           | 6–7(8), 7–6(1), 7–6(6)        |
| 6月9日          | エイゴン選手権 ロンドン €809,600 - 芝 - 56S/32Q/24D | アレクサンダー・ペヤ ブルーノ・ソアレス                                                      | ジェイミー・マリー ジョン・ピアーズ                                                                              | 4–6, 7–6(4), [10–4]           |
| 6月9日          | ゲリー・ウェバー・オープン ハレ €809,600 - 芝 - 28S/32Q/16D | ロジャー・フェデラー                                                                         | アレハンドロ・ファジャ                                                                                           | 7–6(2), 7–6(3)                |
| 6月9日          | ゲリー・ウェバー・オープン ハレ €809,600 - 芝 - 28S/32Q/16D | アンドレ・ベゲマン ユリアン・ノール                                                          | マルコ・チウディネリ ロジャー・フェデラー                                                                        | 1–6, 7–5, [12–10]             |
| 6月16日         | トップシェルフ・オープン スヘルトーヘンボス €485,760 - 芝 - 32S/32Q/16D | ロベルト・バウティスタ・アグート                                                             | ベンヤミン・ベッカー                                                                                             | 2–6, 7–6(2), 6–4              |
| 6月16日         | トップシェルフ・オープン スヘルトーヘンボス €485,760 - 芝 - 32S/32Q/16D | ジャン＝ジュリアン・ロイヤー ホリア・テカウ                                                  | サンティアゴ・ゴンサレス スコット・リプスキー                                                                    | 6–3, 7–6(3)                   |
| 6月16日         | エイゴン国際 イーストボーン €485,760 - 芝 - 28S/23Q/16D | フェリシアーノ・ロペス                                                                       | リシャール・ガスケ                                                                                               | 6–3, 6–7(5), 7–5              |
| 6月16日         | エイゴン国際 イーストボーン €485,760 - 芝 - 28S/23Q/16D | トレト・ユーイ ドミニク・イングロット                                                        | アレクサンダー・ペヤ ブルーノ・ソアレス                                                                          | 7-5, 5-7, [10-8]              |
| 6月23日 6月30日 | ウィンブルドン選手権 ロンドン £11,715,000 - 芝 128S/128Q/64D/16Q/48X シングルス – ダブルス – 混合ダブルス | ノバク・ジョコビッチ                                                                         | ロジャー・フェデラー                                                                                             | 6–7(7), 6–4, 7–6(4), 5–7, 6–4 |
| 6月23日 6月30日 | ウィンブルドン選手権 ロンドン £11,715,000 - 芝 128S/128Q/64D/16Q/48X シングルス – ダブルス – 混合ダブルス | バセク・ポシュピシル ジャック・ソック                                                        | ボブ・ブライアン マイク・ブライアン                                                                              | 7–6(5), 6–7(3), 6–4, 3–6, 7–5 |
| 6月23日 6月30日 | ウィンブルドン選手権 ロンドン £11,715,000 - 芝 128S/128Q/64D/16Q/48X シングルス – ダブルス – 混合ダブルス | サマンサ・ストーサー ネナド・ジモニッチ                                                      | 詹皓晴 マックス・ミルヌイ                                                                                        | 6-4, 6-2                      |
| 7月7日          | テニス殿堂選手権 ニューポート $539,730 - 芝 - 32S/32Q/16D | レイトン・ヒューイット                                                                       | イボ・カロビッチ                                                                                                 | 6–3, 6–7(4), 7–6(3)           |
| 7月7日          | テニス殿堂選手権 ニューポート $539,730 - 芝 - 32S/32Q/16D | クリス・グッチョーネ レイトン・ヒューイット                                                  | ジョナサン・エルリック ラジーブ・ラム                                                                            | 7–5, 6–4                      |
| 7月7日          | スウェーデン・オープン ボースタード €485,760 - クレー - 28S/32Q/16D | パブロ・クエバス                                                                             | ジョアン・ソウザ                                                                                                 | 6–2, 6–1                      |
| 7月7日          | スウェーデン・オープン ボースタード €485,760 - クレー - 28S/32Q/16D | ヨハン・ブランシュトロム ニコラス・モンロー                                                  | ジェレミー・シャルディー オリバー・マラチ                                                                        | 4–6, 7–6(5), [10–7]           |
| 7月7日          | メルセデス・カップ シュトゥットガルト €485,760 - クレー - 28S/32Q/16D | ロベルト・バウティスタ・アグート                                                             | ルカシュ・ロソル                                                                                                 | 6–3, 4–6, 6–2                 |
| 7月7日          | メルセデス・カップ シュトゥットガルト €485,760 - クレー - 28S/32Q/16D | マテウシュ・コワルツィク アルチョム・シタック                                                | ギリェルモ・ガルシア＝ロペス フィリップ・オズワルド                                                              | 2–6, 6–1, [10–7]              |
| 7月14日         | ドイツ国際オープン ハンブルク €1,322,150 - クレー - 48S/24Q/16D | レオナルド・マイエル                                                                         | ダビド・フェレール                                                                                               | 6–7(3), 6–1, 7–6(4)           |
| 7月14日         | ドイツ国際オープン ハンブルク €1,322,150 - クレー - 48S/24Q/16D | マリン・ドラガンヤ フロリン・メルジェ                                                        | アレクサンダー・ペヤ ブルーノ・ソアレス                                                                          | 6–4, 7–5                      |
| 7月14日         | クラロ・オープン・コロンビア ボゴタ $755,625 - ハード - 28S/32Q/16D | バーナード・トミック                                                                         | イボ・カロビッチ                                                                                                 | 7–6(5), 3–6, 7–6(4)           |
| 7月14日         | クラロ・オープン・コロンビア ボゴタ $755,625 - ハード - 28S/32Q/16D | サミュエル・グロート クリス・グッチョーネ                                                    | ニコラス・バリエントス フアン・セバスチャン・カバル                                                              | 7–6(5), 6–7(3), [11–9]        |
| 7月21日         | クレディ・アグリコル・スイス・オープン グシュタード €485,760 - クレー - 32S/32Q/16D | パブロ・アンドゥハール                                                                       | フアン・モナコ                                                                                                   | 6–3, 7–5                      |
| 7月21日         | クレディ・アグリコル・スイス・オープン グシュタード €485,760 - クレー - 32S/32Q/16D | アンドレ・ベゲマン ロビン・ハーセ                                                            | ラミーズ・ジュネイド ミハル・メルティナク                                                                        | 6–3, 6–4                      |
| 7月21日         | クロアチア・オープン ウマグ €485,760 - クレー - 28S/32Q/16D | パブロ・クエバス                                                                             | トミー・ロブレド                                                                                                 | 6–3, 6–4                      |
| 7月21日         | クロアチア・オープン ウマグ €485,760 - クレー - 28S/32Q/16D | フランティシェク・チェルマク ルカシュ・ロソル                                                | ドゥシャン・ラヨビッチ フランコ・シュクゴル                                                                      | 6–4, 7–6(5)                   |
| 7月21日         | BB&Tアトランタ・オープン アトランタ $647,675 - ハード - 28S/32Q/16D | ジョン・イスナー                                                                             | ドゥディ・セラ                                                                                                   | 6–3, 6–4                      |
| 7月21日         | BB&Tアトランタ・オープン アトランタ $647,675 - ハード - 28S/32Q/16D | バセク・ポシュピシル ジャック・ソック                                                        | スティーブ・ジョンソン サム・クエリー                                                                            | 6-3, 5-7, [10-5]              |
| 7月28日         | シティ・オープン ワシントンD.C. $1,654,295 - ハード - 48S/24Q/16D | ミロシュ・ラオニッチ                                                                         | バセク・ポシュピシル                                                                                             | 6–1, 6–4                      |
| 7月28日         | シティ・オープン ワシントンD.C. $1,654,295 - ハード - 48S/24Q/16D | ジャン＝ジュリアン・ロイヤー ホリア・テカウ                                                  | サミュエル・グロート リーンダー・パエス                                                                          | 7–5, 6–4                      |
| 7月28日         | オーストリア・オープン キッツビュール €485,760 - クレー - 28S/32Q/16D | ダビド・ゴファン                                                                             | ドミニク・ティエム                                                                                               | 4–6, 6–1, 6–3                 |
| 7月28日         | オーストリア・オープン キッツビュール €485,760 - クレー - 28S/32Q/16D | ヘンリ・コンティネン ヤルコ・ニエミネン                                                      | ダニエレ・ブラッチアリ アンドレイ・ゴルベフ                                                                      | 6–1, 6–4                      |
| 8月4日          | ロジャーズ・カップ トロント $3,766,270 - ハード - 56S/28Q/24D | ジョー＝ウィルフリード・ツォンガ                                                             | ロジャー・フェデラー                                                                                             | 7–5, 7–6(3)                   |
| 8月4日          | ロジャーズ・カップ トロント $3,766,270 - ハード - 56S/28Q/24D | アレクサンダー・ペヤ ブルーノ・ソアレス                                                      | イワン・ドディグ マルセロ・メロ                                                                                  | 6–4, 6–3                      |
| 8月11日         | ウエスタン・アンド・サザン・オープン シンシナティ $4,017,355 - ハード - 56S/28Q/24D | ロジャー・フェデラー                                                                         | ダビド・フェレール                                                                                               | 6–3, 1–6, 6–2                 |
| 8月11日         | ウエスタン・アンド・サザン・オープン シンシナティ $4,017,355 - ハード - 56S/28Q/24D | ボブ・ブライアン マイク・ブライアン                                                          | バセク・ポシュピシル ジャック・ソック                                                                            | 6–3, 6–2                      |
| 8月18日         | ウィンストン・セーラム・オープン ウィンストン・セーラム $683,705 - ハード - 48S/32Q/16D | ルカシュ・ロソル                                                                             | イェジ・ヤノヴィッツ                                                                                             | 3–6, 7–6(3), 7–5              |
| 8月18日         | ウィンストン・セーラム・オープン ウィンストン・セーラム $683,705 - ハード - 48S/32Q/16D | フアン・セバスチャン・カバル ロベルト・ファラ                                                | ジェイミー・マリー ジョン・ピアーズ                                                                              | 6–3, 6–4                      |
| 8月25日 9月1日  | 全米オープン ニューヨーク $11,517,008 - ハード 128S/128Q/64D/32X シングルス – ダブルス – 混合ダブルス | マリン・チリッチ                                                                             | 錦織圭 | 6–3, 6–3, 6–3                 |
| 8月25日 9月1日  | 全米オープン ニューヨーク $11,517,008 - ハード 128S/128Q/64D/32X シングルス – ダブルス – 混合ダブルス | ボブ・ブライアン マイク・ブライアン                                                          | マルセル・グラノリェルス マルク・ロペス                                                                          | 6–3, 6–4                      |
| 8月25日 9月1日  | 全米オープン ニューヨーク $11,517,008 - ハード 128S/128Q/64D/32X シングルス – ダブルス – 混合ダブルス | サニア・ミルザ ブルーノ・ソアレス                                                            | アビゲイル・スピアーズ サンティアゴ・ゴンサレス                                                                  | 6–1, 2–6, [11–9]              |
| 9月8日          | デビスカップ準決勝 パリ - クレー ジュネーヴ - ハード (室内) | 勝利チーム · フランス · スイス                                                               | 敗退チーム · チェコ · イタリア                                                                                   | 4–1 3–2                       |
| 9月15日         | モゼール・オープン メス €485,760 - ハード (室内) - 28S/32Q/16D | ダビド・ゴファン                                                                             | ジョアン・ソウザ                                                                                                 | 6–4, 6–3                      |
| 9月15日         | モゼール・オープン メス €485,760 - ハード (室内) - 28S/32Q/16D | マリウシュ・フィルステンベルク マルチン・マトコフスキ                                        | マリン・ドラガンヤ ヘンリ・コンティネン                                                                          | 6–7(3), 6–3, [10–8]           |
| 9月23日         | 深圳オープン 深圳 $655,955 - ハード - 28S/32Q/16D | アンディ・マリー                                                                             | トミー・ロブレド                                                                                                 | 5–7, 7–6(9), 6–1              |
| 9月23日         | 深圳オープン 深圳 $655,955 - ハード - 28S/32Q/16D | ジャン＝ジュリアン・ロイヤー ホリア・テカウ                                                  | サミュエル・グロート クリス・グッチョーネ                                                                        | 6–4, 7–6(4)                   |
| 9月23日         | マレーシア・オープン・クアラルンプール クアラルンプール $1,022,255 - ハード (室内) - 28S/16S/16D | 錦織圭                                                                                       | ジュリアン・ベネトー                                                                                             | 7–6(4), 6–4                   |
| 9月23日         | マレーシア・オープン・クアラルンプール クアラルンプール $1,022,255 - ハード (室内) - 28S/16S/16D | マルチン・マトコフスキ リーンダー・パエス                                                    | ジェイミー・マリー ジョン・ピアーズ                                                                              | 3–6, 7–6(5), [10–5]           |
| 9月29日         | チャイナ・オープン 北京 $3,755,065 - ハード - 32S/16Q/16D | ノバク・ジョコビッチ                                                                         | トマーシュ・ベルディハ                                                                                           | 6–0, 6–2                      |
| 9月29日         | チャイナ・オープン 北京 $3,755,065 - ハード - 32S/16Q/16D | ジャン＝ジュリアン・ロイヤー ホリア・テカウ                                                  | ジュリアン・ベネトー バセク・ポシュピシル                                                                        | 6–7(6), 7–5, [10–5]           |
| 9月29日         | 楽天ジャパン・オープン 東京 $1,373,420 - ハード - 32S/16Q/16D | 錦織圭                                                                                       | ミロシュ・ラオニッチ                                                                                             | 7–6(5), 4–6, 6–4              |
| 9月29日         | 楽天ジャパン・オープン 東京 $1,373,420 - ハード - 32S/16Q/16D | ピエール＝ユーグ・エルベール ミハル・プシシェズニ                                            | イワン・ドディグ マルセロ・メロ                                                                                  | 6–3, 6–7(3), [10–5]           |
| 10月6日         | 上海マスターズ 上海 $6,521,695 - ハード - 56S/28Q/24D | ロジャー・フェデラー                                                                         | ジル・シモン | 7–6(6), 7–6(2)                |
| 10月6日         | 上海マスターズ 上海 $6,521,695 - ハード - 56S/28Q/24D | ボブ・ブライアン マイク・ブライアン                                                          | ジュリアン・ベネトー エドゥアール・ロジェ＝バセラン                                                              | 6–3, 7–6(3)                   |
| 10月13日        | ストックホルム・オープン ストックホルム €593,705 - ハード (室内) - 28S/32Q/16D | トマーシュ・ベルディハ                                                                       | グリゴル・ディミトロフ                                                                                           | 5–7, 6–4, 6–4                 |
| 10月13日        | ストックホルム・オープン ストックホルム €593,705 - ハード (室内) - 28S/32Q/16D | エリック・バトラック レイベン・クラッセン                                                    | トレト・ユーイ ジャック・ソック                                                                                  | 6–4, 6–3                      |
| 10月13日        | クレムリン・カップ モスクワ $855,490 - ハード (室内) - 28S/32Q/16D | マリン・チリッチ                                                                             | ロベルト・バウティスタ・アグート                                                                                 | 6–4, 6–4                      |
| 10月13日        | クレムリン・カップ モスクワ $855,490 - ハード (室内) - 28S/32Q/16D | フランティシェク・チェルマク イジー・ベセリ                                                  | サミュエル・グロート クリス・グッチョーネ                                                                        | 7-6(2), 7-5                   |
| 10月13日        | エルステ・バンク・オープン ウィーン €593,705 - ハード (室内) - 28S/32Q/16D | アンディ・マリー                                                                             | ダビド・フェレール                                                                                               | 5–7, 6–2, 7–5                 |
| 10月13日        | エルステ・バンク・オープン ウィーン €593,705 - ハード (室内) - 28S/32Q/16D | ユルゲン・メルツァー フィリップ・ペッシュナー                                                | アンドレ・ベゲマン ユリアン・ノール                                                                              | 7–6(6), 4–6, [10–7]           |
| 10月20日        | バレンシア・オープン500 バレンシア €2,204,230 - ハード (室内) - 32S/16Q/16D | アンディ・マリー                                                                             | トミー・ロブレド                                                                                                 | 3–6, 7–6(7), 7–6(8)           |
| 10月20日        | バレンシア・オープン500 バレンシア €2,204,230 - ハード (室内) - 32S/16Q/16D | ジャン＝ジュリアン・ロイヤー ホリア・テカウ                                                  | ケビン・アンダーソン ジェレミー・シャルディー                                                                    | 6–4, 6–2                      |
| 10月20日        | スイス・インドア バーゼル €1,915,060 - ハード (室内) - 32S/16Q/16D | ロジャー・フェデラー                                                                         | ダビド・ゴファン                                                                                                 | 6–2, 6–2                      |
| 10月20日        | スイス・インドア バーゼル €1,915,060 - ハード (室内) - 32S/16Q/16D | バセク・ポシュピシル ネナド・ジモニッチ                                                      | マリン・ドラガンヤ ヘンリ・コンティネン                                                                          | 7–6(13), 1–6, [10–5]          |
| 10月27日        | BNPパリバ・マスターズ パリ €3,452,415 – ハード (室内) – 48S/24Q/24D | ノバク・ジョコビッチ                                                                         | ミロシュ・ラオニッチ                                                                                             | 6–2, 6–3                      |
| 10月27日        | BNPパリバ・マスターズ パリ €3,452,415 – ハード (室内) – 48S/24Q/24D | ボブ・ブライアン マイク・ブライアン                                                          | マルチン・マトコフスキ ユルゲン・メルツァー                                                                      | 7–6(5), 5–7, [10–6]           |
| 11月3日         | 開催なし | 開催なし                                                                                     | 開催なし | 開催なし                      |
| 11月10日        | ATPワールドツアー・ファイナル ロンドン £6,000,000 – ハード (室内) – 8S/8D (RR) | ノバク・ジョコビッチ                                                                         | ロジャー・フェデラー                                                                                             | 不戦勝                        |
| 11月10日        | ATPワールドツアー・ファイナル ロンドン £6,000,000 – ハード (室内) – 8S/8D (RR) | ボブ・ブライアン マイク・ブライアン                                                          | イワン・ドディグ マルセロ・メロ                                                                                  | 6–7(5), 6–2, [10–7]           |
| 11月17日        | デビスカップ決勝 リール - クレー (室内) | スイス                                                                                       | フランス | 3–1                           |

## 2014年最終ランキング
| 順位 | 選手                     | ポイント | 出場数 |
| ---- | ------------------------ | -------- | ------ |
| 1    | ノバク・ジョコビッチ     | 11360    | 17     |
| 2    | ロジャー・フェデラー     | 9775     | 19     |
| 3    | ラファエル・ナダル       | 6835     | 19     |
| 4    | スタニスラス・ワウリンカ | 5370     | 19     |
| 5    | 錦織圭                   | 5025     | 22     |
| 6    | アンディ・マリー         | 4675     | 22     |
| 7    | トマーシュ・ベルディハ   | 4600     | 24     |
| 8    | ミロシュ・ラオニッチ     | 4440     | 21     |
| 9    | マリン・チリッチ         | 4150     | 25     |
| 10   | ダビド・フェレール       | 4045     | 26     |

| 順位 | 選手                           | ポイント | 出場数 |
| ---- | ------------------------------ | -------- | ------ |
| 1    | ボブ・ブライアン               | 12740    | 22     |
| 1    | マイク・ブライアン             | 12740    | 22     |
| 3    | ネナド・ジモニッチ             | 6430     | 24     |
| 4    | ダニエル・ネスター             | 6270     | 26     |
| 5    | ジュリアン・ベネトー           | 5350     | 21     |
| 6    | マルセロ・メロ                 | 5100     | 26     |
| 7    | エドゥアール・ロジェ＝バセラン | 5050     | 21     |
| 8    | マルセル・グラノリェルス       | 4830     | 25     |
| 9    | マルク・ロペス                 | 4650     | 19     |
| 10   | ブルーノ・ソアレス             | 4570     | 27     |
| 10   | アレクサンダー・ペヤ           | 4570     | 27     |

### 世界ランキング1位
| 選手                       | 開始日       | 終了日       |
| -------------------------- | ------------ | ------------ |
| ラファエル・ナダル (ESP)   | 2013年末     | 2014年7月6日 |
| ノバク・ジョコビッチ (SRB) | 2014年7月7日 | 2014年末     |

| 選手                                              | 開始日   | 終了日   |
| ------------------------------------------------- | -------- | -------- |
| ボブ・ブライアン (USA) · マイク・ブライアン (USA) | 2013年末 | 2014年末 |

## 主な引退選手
- ニコライ・ダビデンコ
- マルク・ジケル
- ポール・ハンリー
- エフゲニー・コロレフ
- ミカエル・ロドラ
- アンディ・ラム
- オリビエ・ロクス
- ドミニク・フルバティ
- アレックス・ボゴモロフ・ジュニア